# Nordausques
Nordausques és un municipi francès situat al departament del Pas de Calais i a la regió dels Alts de França. L'any 2007 tenia 836 habitants.

## Demografia

### Població
El 2007 la població de fet de Nordausques era de 836 persones. Hi havia 292 famílies de les quals 52 eren unipersonals (16 homes vivint sols i 36 dones vivint soles), 80 parelles sense fills, 140 parelles amb fills i 20 famílies monoparentals amb fills.
La població ha evolucionat segons el següent gràfic:
Habitants censats

### Habitatges
El 2007 hi havia 314 habitatges, 298 eren l'habitatge principal de la família, 3 eren segones residències i 13 estaven desocupats. 309 eren cases i 2 eren apartaments. Dels 298 habitatges principals, 243 estaven ocupats pels seus propietaris, 48 estaven llogats i ocupats pels llogaters i 7 estaven cedits a títol gratuït; 2 tenien una cambra, 10 en tenien dues, 40 en tenien tres, 61 en tenien quatre i 185 en tenien cinc o més. 239 habitatges disposaven pel capbaix d'una plaça de pàrquing. A 122 habitatges hi havia un automòbil i a 150 n'hi havia dos o més.

### Piràmide de població
La piràmide de població per edats i sexe el 2009 era:
| Homes | Edats   | Dones |
| ----- | ------- | ----- |
| 0     | 95 o +  | 0     |
| 0     | 90 a 94 | 4     |
| 4     | 85 a 89 | 8     |
| 0     | 80 a 84 | 4     |
| 4     | 75 a 79 | 8     |
| 20    | 70 a 74 | 24    |
| 12    | 65 a 69 | 12    |
| 4     | 60 a 64 | 4     |
| 8     | 55 a 59 | 4     |
| 28    | 50 a 54 | 28    |
| 16    | 45 a 49 | 12    |
| 28    | 40 a 44 | 16    |
| 40    | 35 a 39 | 32    |
| 28    | 30 a 34 | 32    |
| 16    | 25 a 29 | 20    |
| 4     | 20 a 24 | 24    |
| 44    | 15 a 19 | 24    |
| 12    | 10 a 14 | 16    |
| 12    | 5 a 9   | 40    |
| 24    | 0 a 4   | 24    |

## Economia
El 2007 la població en edat de treballar era de 530 persones, 395 eren actives i 135 eren inactives. De les 395 persones actives 341 estaven ocupades (210 homes i 131 dones) i 54 estaven aturades (17 homes i 37 dones). De les 135 persones inactives 41 estaven jubilades, 38 estaven estudiant i 56 estaven classificades com a «altres inactius».

### Ingressos
El 2009 a Nordausques hi havia 311 unitats fiscals que integraven 902 persones, la mediana anual d'ingressos fiscals per persona era de 15.864 €.

### Activitats econòmiques
Dels 37 establiments que hi havia el 2007, 2 eren d'empreses alimentàries, 6 d'empreses de fabricació d'altres productes industrials, 6 d'empreses de construcció, 6 d'empreses de comerç i reparació d'automòbils, 1 d'una empresa de transport, 4 d'empreses d'hostatgeria i restauració, 3 d'empreses immobiliàries, 1 d'una empresa de serveis, 5 d'entitats de l'administració pública i 3 d'empreses classificades com a «altres activitats de serveis».
Dels 14 establiments de servei als particulars que hi havia el 2009, 3 eren tallers de reparació d'automòbils i de material agrícola, 1 guixaire pintor, 1 fusteria, 1 lampisteria, 1 electricista, 2 empreses de construcció, 1 perruqueria, 2 restaurants, 1 agència immobiliària i 1 saló de bellesa.
Dels 2 establiments comercials que hi havia el 2009, 1 era una botiga de menys de 120 m² i 1 una fleca.
L'any 2000 a Nordausques hi havia 4 explotacions agrícoles que ocupaven un total de 376 hectàrees.

## Equipaments sanitaris i escolars
El 2009 hi havia 1 farmàcia i 1 ambulància.
El 2009 hi havia una escola elemental.

## Poblacions més properes
El següent diagrama mostra les poblacions més properes.